# William Pett
William James "Billy" Pett (25 de agosto de 1873 — 28 de dezembro de 1954) foi um ciclista britânico. Ganhou uma medalha de ouro nos Jogos Olímpicos Intercalados de 1906 e competiu em um evento nos Jogos Olímpicos de 1908.